# Jugoslávie na zimních olympijských hrách
Jugoslávie na zimních olympijských hrách startuje od roku 1924. Toto je přehled účastí, medailového zisku a vlajkonošů na dané sportovní události.

## Účast na Zimních olympijských hrách
| Dějiště ZOH                 | ZOH      | Vlajkonoš    | Zlatá medaile | Stříbrná medaile | Bronzová medaile | Celkem |
| --------------------------- | -------- | ------------ | ------------- | ---------------- | ---------------- | ------ |
| 1924 Chamonix               | ZOH 1924 | Dušan Zinaja |               |                  |                  | 0      |
| 1928 Svatý Mořic            | ZOH 1928 | nebyl        |               |                  |                  | 0      |
| 1932 Lake Placid            | ZOH 1932 |              |               |                  |                  | Ne     |
| 1936 Garmisch-Partenkirchen | ZOH 1936 | nebyl        |               |                  |                  | 0      |
| 1948 Svatý Mořic            | ZOH 1948 | nebyl        |               |                  |                  | 0      |
| 1952 Oslo                   | ZOH 1952 | nebyl        |               |                  |                  | 0      |
| 1956 Cortina d'Ampezzo      | ZOH 1956 | nebyl        |               |                  |                  | 0      |
| 1960 Squaw Valley           | ZOH 1960 |              |               |                  |                  | Ne     |
| 1964 Innsbruck              | ZOH 1964 | nebyl        |               |                  |                  | 0      |
| 1968 Grenoble               | ZOH 1968 | nebyl        |               |                  |                  | 0      |
| 1972 Sapporo                | ZOH 1972 | nebyl        |               |                  |                  | 0      |
| 1976 Innsbruck              | ZOH 1976 | nebyl        |               |                  |                  | 0      |
| 1980 Lake Placid            | ZOH 1980 | Bojan Križaj |               |                  |                  | 0      |
| 1984 Sarajevo               | ZOH 1984 | Jure Franko  |               | 1                |                  | 1      |
| 1988 Calgary                | ZOH 1988 | Bojan Križaj |               | 2                | 1                | 3      |
| 1992 Albertville            | ZOH 1992 | nebyl        |               |                  |                  | 0      |
| Celkem                      | 16       |              | 0             | 3                | 1                | 4      |
| Zdroj na Olympedia.org      |          |              |               |                  |                  |        |

## Seznam medailistů
| Medaile                     | Sportovec                                            | Hry           | Sport           | Disciplína            |
| --------------------------- | ---------------------------------------------------- | ------------- | --------------- | --------------------- |
| Stříbrná olympijská medaile | Jure Franko                                          | Sarajevo 1984 | Alpské lyžování | Obří slalom - muži    |
| Stříbrná olympijská medaile | Mateja Svetová                                       | Calgary 1988  | Alpské lyžování | Slalom - ženy         |
| Stříbrná olympijská medaile | Matjaž Debelak Miran Tepeš Primož Ulaga Matjaž Zupan | Calgary 1988  | Skoky na lyžích | Závod družstev - muži |
| Bronzová olympijská medaile | Matjaž Debelak                                       | Calgary 1988  | Skoky na lyžích | Velký můstek - muži   |